# Cryptoreligie
Cryptoreligie is het verschijnsel dat in een bepaalde samenleving waar het verplicht is een bepaalde godsdienst aan te hangen, gemeenschappen in het geheim een andere godsdienst aanhangen, terwijl ze het in het openbaar wel doen voorkomen alsof ze de verplichte godsdienst aanhangen. Het komt voor in diverse godsdiensten en ook wel tussen verschillende stromingen binnen een bepaalde godsdienst. De mate van bedreiging verschilt. In het ene geval levert het openlijk aanhangen van een andere dan de officiële godsdienst slechts enige mate van discriminatie op, in het andere geval kan het leiden tot vervolging, waarbij soms verbanning of de doodstraf dreigt.

## Cryptochristendom
Cryptochristendom is door de geschiedenis op diverse plaatsen voorgekomen en bestaat nu nog in sommige islamitische landen. In Japan was het christendom verboden van 1643 tot 1858 en werd iedereen gedwongen het boeddhisme aan te hangen. In de Balkan en Klein-Azië werden christenen ten tijde van de Ottomaanse verovering van de Balkan gedwongen zich te bekeren tot de islam. In de Sovjet-Unie, ten tijde van het Warschaupact, mochten christenen zich alleen in officiële staatskerken organiseren, onder toezicht van de overheid. Hetzelfde geldt in de Volksrepubliek China, sinds het land in 1949 communistisch werd. Ook in nazi-Duitsland was alleen de officiële Duitse staatskerk toegestaan. Naast het verschijnsel dat christenen in een antichristelijke omgeving niet openlijk christen kunnen zijn, is het ook voorgekomen dat de ene christelijke gemeenschap door de andere vervolgd werd. Te denken valt hierbij aan de Inquisitie die vanuit de Rooms-Katholieke Kerk de protestanten vervolgden. Ook zijn er in protestantse gebieden cryptokatholieken geweest.

## Crypto-islam
Crypto-islam is vooral voorgekomen in Spanje, waar moslims na de val van Granada, tijdens de Spaanse Inquisitie, werden gedwongen zich tot het christendom te bekeren op straffe van verbanning. Daarnaast is er wel sprake van cryptosoennieten en cryptosjiieten. Als de soennieten of de sjiieten ergens aan de macht zijn en er is wat onrust, dan wordt het voor de andere groep vaak lastig openlijk tot deze groep te blijven behoren.

## Cryptojodendom
Cryptojodendom is in de geschiedenis in vele gebieden voorgekomen. In de 14e en 15e eeuw werden in Spanje en Portugal de Sefardische Joden door de Inquisitie gedwongen zich te bekeren tot het christendom, op straffe van verbanning. Op Majorca werden de Xuetas in 1391 gedwongen zich tot het christendom te bekeren. Deze Joden werden als tweederangs burgers behandeld. Op Sicilië waren er de Neofiti, die vanaf de 16e eeuw actief door de Inquisitie werden vervolgd. In Rusland en Oost-Europa poogde de regering vanaf 1922 alle religie in welke vorm dan ook af te schaffen, waardoor ook de Joden niet meer openlijk hun godsdienst aan konden hangen. In islamitische landen zijn er nog altijd diverse gemeenschappen van cryptojoden. Deze hebben met name bestaan vanaf de 19e eeuw. In Mexico waren in de Spaanse koloniale tijd veel Joden. Zij bleven net als de oorspronkelijke bevolking in het geheim hun eigen godsdienst uitoefenen, terwijl de Rooms-katholieke machthebbers dit probeerden uit te bannen. Ook in Colombia woonden veel cryptojoden.
Cryptochristendom ·
Crypto-islam ·
Cryptojodendom